# جلسات وناسة
أكثر من 60 فنان من الوطن العربي، اجتمعوا ليحيوا جلسات من الطرب الأصيل، من خلال أغنيات خليجية وعربية، قديمة وحديثة، يعاد توزيعها بالكامل لتقدم بقالب جديد، وحديثة، ليعيدوا للغناء أصالته وليقدموا للمشاهدين وصلات غنائية تُطرب العقول. 
أبرز المشاركين في الجلسات راشد الماجد، و‌عبد المجيد عبد الله، و‌بلقيس فتحي، و‌رابح صقر، و‌كاظم الساهر، و‌عمر العبداللات و‌خالد عبد الرحمن، و‌ماجد المهندس، و‌راشد الفارس، و‌عبد العزيز المنصور، و‌أصيل أبو بكر، و‌جابر الكاسر، و‌وعد، و‌نجوى كرم، و‌نانسي عجرم، و‌ميريام فارس، ‌شيرين عبد الوهاب، و‌عبد الله الرويشد، و‌نبيل شعيل، و‌فهد الكبيسي، و‌أحلام الشامسي و‌نوال الكويتية، و‌حسين الجسمي، و‌محمد البلوشي، و‌شذى حسون، و‌منى أمرشا، و‌كارمن سليمان، و‌دنيا بطمة و‌عبد الفتاح الجريني و‌جميلة البداوي.

## المواسم
- موسم 2017  تنفيذ شركة تيونز أرابيا